# Anatoli Novikov
Pour les articles homonymes, voir Novikov.
Anatoli Grigoriévitch Novikov (en russe Анатолий Григорьевич Новиков), né le 30 octobre 1896 à Skopine et mort le 23 septembre 1984 à Moscou, est un compositeur soviétique.

## Biographie
Anatoli Novikov est né à Skopine, alors dans l'Empire russe, le 30 octobre 1896 (le 18 octobre selon le calendrier julien). Il étudie au conservatoire de Moscou entre 1921 et 1927, dans la classe de Reinhold Glière. Il dirige des chorales en amateur, dans les années 1920 et 1930. Entre 1930 et 1943, il dirige le Chœur de la radio soviétique.
Il devient président de la société chorale panrusse en 1958, et député du Soviet suprême pour la République Socialiste Soviétique de Russie entre 1957 et 1969, où il occupera notamment par deux fois la place de secrétaire. Double lauréat du Prix Staline (1946, 1948), il est aussi nommé Artiste du peuple de l'URSS en 1970. Il est en outre titulaire de l'Ordre de Lénine, de l'Ordre de la révolution d'Octobre, de l'Ordre du Drapeau rouge du Travail ; et décoré d'un certain nombre de médailles.
Il meurt le 23 septembre 1984. Il est enterré au Cimetière de Novodevitchi.

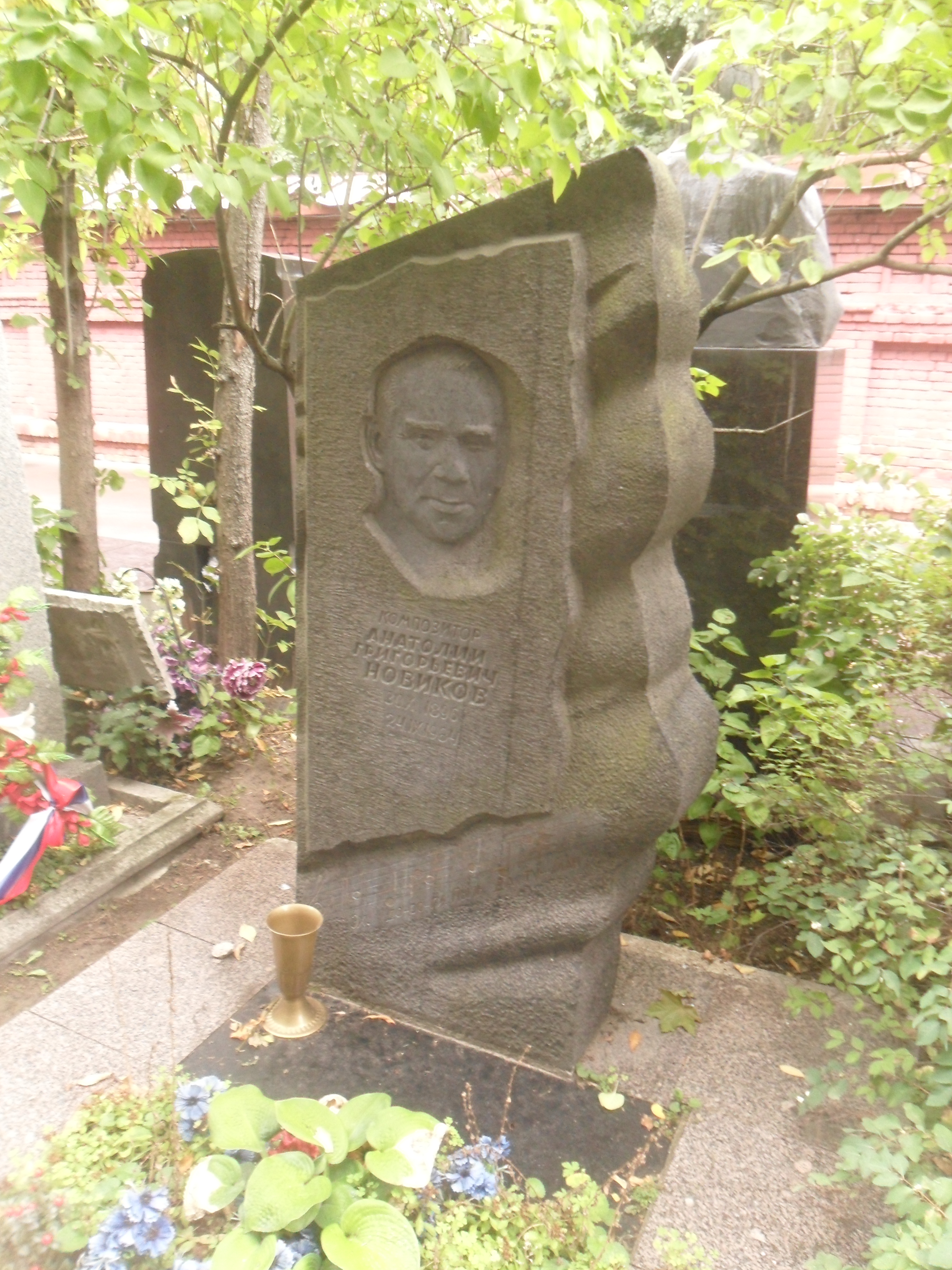
Tombe d'Anatoli Novikov à Moscou.

## Compositions
La musique d'Anatoli Novikov est dynamique, rythmée, très inspirée par le folklore russe. Elle rencontre un très grand succès.

### Chansons
Anatoli Novikov a composé plus de 600 chansons, presque toutes sur des thèmes patriotiques. Les paroles en sont généralement dues à des poètes officiels soviétiques. Ses chansons les plus connues sont :
- Ah, les Chemins...
- Hymne de la jeunesse démocratique du monde (Une seule espérance) (qui recevra le premier prix au Festival mondial de la jeunesse et des étudiants à Prague, en 1947, et un prix Staline en 1948)
- Le blanc bouleau
- Les samovars
- Marche des brigades communistes
- Russie
- Smouglianka
- Vasya-Vasiliok (chanson récompensée par un prix Staline en 1946)
- Où un aigle déploie ses ailes

### Comédies musicales
- Levsha (1957)
- Quand tu es avec moi (1961)
- Beautés royales (1964)
- Mission spéciale (1965)
- Le bouleau noir (1969)
- Vassili Tiorkine (1971)

## Hommages
- Un film de 28 minutes Compositeur Anatoli Novikov réalisé par A.Pavlov au Studio Central du Film documentaire en 1977, parle de lui[1].
- Un timbre soviétique à son effigie a été émis en 1986.